# District Krasnogvardejski (Stavropol)
District Krasnogvardejski (Russisch: Красногварде́йский райо́н) is een district in het noordwesten van de Russische kraj Stavropol. Het district heeft een oppervlakte van 2.236 vierkante kilometer en een inwonertal van 40.957 in 2010. Het administratieve centrum bevindt zich in Krasnogvardejskoje.

## Geboren
- Michail Gorbatsjov (Privolnoje, 1931-2022), secretaris-generaal van de Communistische Partij (1985-1991) en president van de Sovjet-Unie (1990-1991)

Bestuurlijk centrum: Stavropol

Steden: Blagodarny · Boedjonnovsk · Georgiejevsk · Ipatovo · Izobilny · Jessentoeki · Kislovodsk · Lermontov · Michajlovsk · Mineralnye Vody · Neftekoemsk · Nevinnomyssk · Novoaleksandrovsk · Novopavlovsk · Pjatigorsk · Svetlograd · Zelenokoemsk · Zjeleznovodsk

Districten: Aleksandrovski · Andropovski · Apanasenkovski · Arzgirski · Blagodarnenski · Boedjonnovski · Georgiejevski · Gratsjovski · Ipatovski · Izobilnenski · Kirovski · Koerski · Kotsjoebejevski · Krasnogvardejski · Levokoemski · Mineralovodski · Neftekoemski · Novoaleksandrovski · Novoselitski · Petrovski · Predgorni · Sjpakovski · Sovetski · Stepnovski · Toerkmenski · Troenovski